# Ludwig Fladerer
Ludwig Fladerer (* 19. Juli 1961 in Graz) ist ein österreichischer Autor und Klassischer Philologe.

## Leben
Ludwig Fladerer wurde am 19. Juli 1961 in Graz geboren. Im Jahr 2000 habilitierte er sich im Fach Klassische Philologie. Es folgten Forschungsprojekte zu Augustinus und der lateinischen Literatur des 18. Jahrhunderts.  Fladerer publizierte zur lateinischen Literatur der Antike, des Mittelalters und des 18. Jahrhunderts. Sein Debütroman „Unter Masken“ erschien in erster Auflage im Jahr 2020. Er unterrichtete an der Universität Graz, war ab 2009 einige Jahre im Vorstand der Humanistischen Gesellschaft für Steiermark und wirkt seit 1986 als Lehrer für Latein und Ethik am BG/BORG Graz Liebenau.

## Auszeichnungen
- 2000: Kardinal-Innitzer-Förderungspreis für Geisteswissenschaften
- 2001: Josef-Krainer-Würdigungspreis

## Publikationen (Auswahl)
- Antiochos von Askalon: Hellenist und Humanist. Berger, Horn 1996 (= Grazer Beiträge, Supplementband 7).
- Johannes Philoponos de Opificio Mundi. Spätantikes Sprachdenken und christliche Exegese. Habilitationsschrift, Universität Graz, Graz 1999.
- Augustinus als Exeget. Zu seinen Kommentaren des Galaterbriefes und der Genesis. Verlag der Österreichischen Akademie der Wissenschaften, Wien 2010, ISBN 978-3-7001-6647-4.
- (Hrsg.): Titus Livius: Ab urbe condita. Liber V. Römische Geschichte. 5. Buch. Lateinisch/Deutsch. Reclam, Stuttgart 2010, ISBN 978-3-15-002035-7.
- Unter Masken. Roman. Seifert Verlag, Wien 2020, ISBN 978-3-904123-36-5.